# Méline Gérard
Méline Orlane Christine Gérard (Massy, Francia, 30 de mayo de 1990) es una exfutbolista francesa.

## Clubes
| Club              | País    | Año         |
| ----------------- | ------- | ----------- |
| PSG               | Francia | 2007 - 2008 |
| AS Montigny       | Francia | 2008 - 2010 |
| AS Saint-Étienne  | Francia | 2010 - 2014 |
| Olympique de Lyon | Francia | 2014 - 2017 |
| Montpellier HSC   | Francia | 2017 - 2018 |
| Real Betis        | España  | 2018 - 2021 |
| Real Madrid       | España  | 2021 - 2023 |

## Palmarés

### Campeonatos nacionales
| Título          | Club              | País    | Año     |
| --------------- | ----------------- | ------- | ------- |
| Division 1      | Olympique de Lyon | Francia | 2014-15 |
| Copa de Francia | Olympique de Lyon | Francia | 2014-15 |
| Division 1      | Olympique de Lyon | Francia | 2015-16 |
| Copa de Francia | Olympique de Lyon | Francia | 2015-16 |
| Division 1      | Olympique de Lyon | Francia | 2016-17 |
| Copa de Francia | Olympique de Lyon | Francia | 2016-17 |

### Campeonatos internacionales
| Título            | Equipo               | Sede           | Año     |
| ----------------- | -------------------- | -------------- | ------- |
| Liga de Campeones | Olympique de Lyon    | Italia         | 2015-16 |
| Copa SheBelieves  | Selección de Francia | Estados Unidos | 2017    |
| Liga de Campeones | Olympique de Lyon    | Gales          | 2016-17 |
| Liga de Campeones | Olympique de Lyon    | Ucrania        | 2017-18 |